# Monte Caramelo-Masustegui
Masustegi - Mintegitxueta  o Monte Caramelo es un barrio de Bilbao (Vizcaya, España). Forma parte del distrito Basurto-Zorroza (distrito 8). Tiene una población de 4098 habitantes y una superficie de 0.81 kilómetros cuadrados. Limita con los barrios de Zorroza, Uretamendi y Basurto. 
El barrio surgió en el siglo XX de la mano de la industrialización vizcaína. Como en cualquiera de los barrios de esta época, las calles estrechas, el urbanismo desordenado y la falta de zonas verdes son las tónicas dominantes.

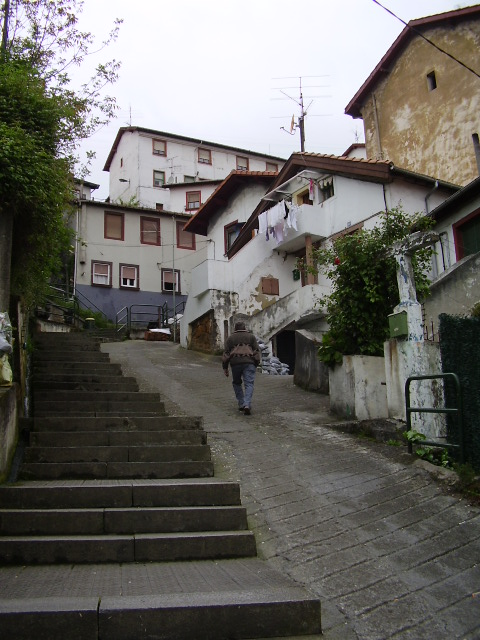
Calle de Masustegui.

## Comunicaciones
| Línea | Recorrido               | Frecuencia (minutos) |
| ----- | ----------------------- | -------------------- |
| 58    | Monte Caramelo - Atxuri | 30                   |